# وی ایر
وی ایر (به انگلیسی: V Air) یک شرکت هواپیمایی با کد یاتا ZV است که در ۲۰۱۴–۰۱–۲۰ میلادی تأسیس شده و در ۱۷ دسامبر ۲۰۱۴ فعالیتش را آغاز کرده‌است. قطب وی ایر در پایگاه آب‌نشین نیویورک اسکای اسپورتس قرار دارد.